# Концертний дім (Берлін)
Концертний дім в Берліні (нім. Konzerthaus Berlin; раніше Даматичний театр в Берліні, нім. Schauspielhaus Berlin) був зведений у 1818—1821 рр. за проєктом Карла Фрідріха Шинкеля як Королівський драматичний театр (Königliches Schauspielhaus). Будівля пізнього класицизму знаходиться в центрі Берліна на площі Жандарменмаркт. Перед будівлею встановлено пам'ятник Шиллеру.
Будівлю було споруджено на місці існуючого з 1 січня 1802 року по 1817 рік Національного театру, збудованого Карлом Готтард Ланґгансом. У 1817 році ця будівля була знищена пожежею.
Побудовану знову будівлю було відкрито 18 червня 1821 року прем'єрою опери Карла Вебера «Вільний стрілець». Будівля вважається однією з найвідоміших, спроектованих Шинкелем. Будівлю всередині і зовні прикрашено численними скульптурними зображеннями композиторів, виконаних Крістіаном Фрідріхом Тиком і Бальтазар Якобом Ратгебером. Зовні будівля багато прикрашена скульптурами: на фронтоні розташовані бронзові фігури Танталів, Еротів, Психей. На південному фасаді в тимплані - фігурні барельєфи Орфея і Еврідіки. На північному фасаді фігури Діоніса і Аріадни.
Під час Другої світової війни будівля постраждала: обгоріли зовнішні стіни. З 1979 по 1984 рік в рамках підготовки до 750-ї річниці заснування Берліна будинок перебував на реконструкції.
У 1992 році будинок був офіційно оголошений місцем перебування Берлінського симфонічного оркестру, який в 2006 році змінив назву на Оркестр концертного дому.